# NGC 4800
NGC 4800 est une galaxie spirale située dans la constellation des Chiens de chasse. Sa vitesse par rapport au fond diffus cosmologique est de 4 719 ± 51 km/s, ce qui correspond à une distance de Hubble de 69,6 ± 4,9 Mpc (∼227 millions d'al). NGC 4800 a été découverte par l'astronome germano-britannique William Herschel en 1788.

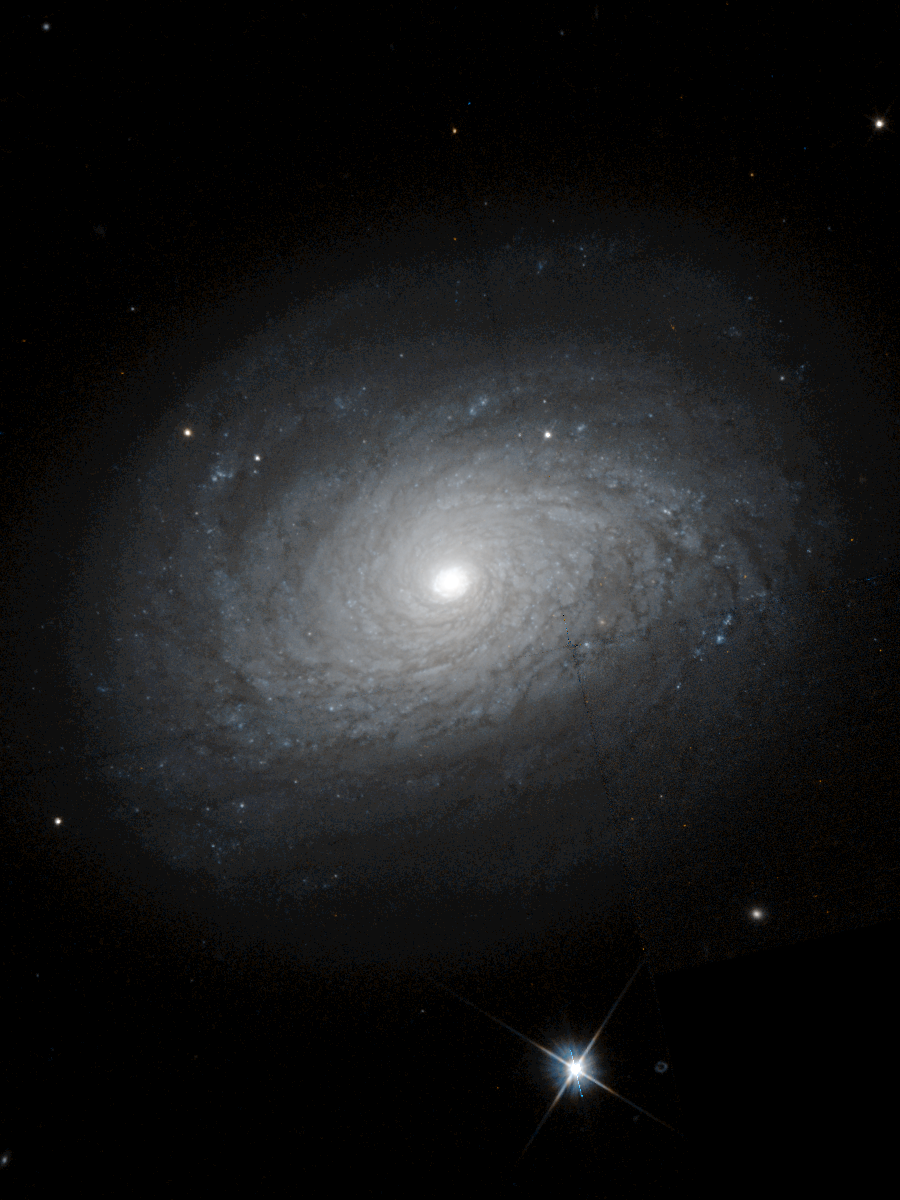
NGC 4800 par le télescope spatial Hubble.

La classe de luminosité de NGC 4800 est II et elle présente une large raie HI. Elle renferme également des régions d'hydrogène ionisé.

## Distance de NGC 4800
À ce jour, trois mesures non basées sur le décalage vers le rouge (redshift) donnent une distance de 24,667 ± 8,208 Mpc (∼80,5 millions d'al), ce qui est tout juste à l'intérieur des valeurs de la distance de Hubble. Notons que c'est avec la valeur moyenne des mesures indépendantes, lorsqu'elles existent, que la base de données NASA/IPAC calcule le diamètre d'une galaxie. 
Cependant, cette galaxie est relativement rapprochée du Groupe local. On obtient souvent des distances assez différentes pour les galaxies rapprochées en se basant sur le décalage en raison du mouvement propre de ces galaxies dans le groupe où l'amas où elles sont situées. Cette valeur est peut-être plus près de la distance réelle de cette galaxie. Notons que c'est avec la valeur moyenne des mesures indépendantes, lorsqu'elles existent, que la base de données NASA/IPAC calcule le diamètre d'une galaxie.

## Un triple disque entourant le noyau
Grâce aux observations du télescope spatial Hubble, on a détecté trois disques autour du noyau de NGC 4800. Ce sont trois disques de formation d'étoiles. Les tailles des demi-grands axes de ces disques sont égales à 30 pc, 120 pc et 700 pc (~98, 391  et 2 283 années-lumière).

## Trou noir supermassif
Selon une étude publiée en 2009 et basée sur la vitesse interne de la galaxie mesurée par le télescope spatial Hubble, la masse du trou noir supermassif au centre de NGC 4800 serait comprise entre 3,3 millions et 39 millions de {\displaystyle M_{\odot }}.

## Groupe de M101
Dans un article publié en 1998, Abraham Mahtessian indique que NGC 4800 fait partie d'un vaste groupe qui compte plus de 80 galaxies, le groupe de M101. Plusieurs galaxies de la liste de Mahtessian se retrouvent également dans d'autres groupes décrit par A.M. Garcia, soit le groupe de NGC 3631, le groupe de NGC 3898, le groupe de M109 (NGC 3992), le groupe de NGC 4051, le groupe de M106 (NGC 4258) et le groupe de NGC 5457. Mais, NGC 4800 ne se retrouve dans aucun de ces groupes.
Plusieurs galaxies des six groupes de Garcia ne figurent pas dans la liste du groupe de M101 de Mahtessian. Il y a plus de 120 galaxies différentes dans les listes des deux auteurs. Puisque la frontière entre un amas galactique et un groupe de galaxie n'est pas clairement définie (on parle de 100 galaxies et moins pour un groupe), on pourrait qualifier le groupe de M101 d'amas galactique contenant plusieurs groupes de galaxies.
Le groupe de M101 fait partie de l'amas de la Grande Ourse, l'un des amas galactiques du superamas de la Vierge.